# Gare de Chantonnay
La gare de Chantonnay est une gare ferroviaire française de la ligne des Sables-d'Olonne à Tours, située sur le territoire de la commune de Chantonnay, dans le département de la Vendée, en région Pays de la Loire.
C'est une gare de la Société nationale des chemins de fer français (SNCF), desservie par des trains TER Pays de la Loire et notamment le « train des plages » entre Saumur et Les Sables-d'Olonne depuis 2013,.

## Situation ferroviaire
Établie à 66 mètres d'altitude, la gare de Chantonnay est située au point kilométrique (PK) 70,188 de la ligne des Sables-d'Olonne à Tours, entre les gares ouvertes de Bournezeau et de Pouzauges. Elle est séparée de cette dernière par les gares désormais fermées de Sigournais, Chavagnes-les-Redoux et La Meilleraie. 
Gare de bifurcation, elle est également située au PK 24,896 de la ligne de Vouvant - Cezais à Saint-Christophe-du-Bois, déclassée en totalité.
Cette gare comporte un évitement qui permet le croisement des trains.

## Histoire
Le 20 mai 1869 la décision est prise d'installer une station intermédiaire à Chantonnay pour la ligne de Napoléon-Vendée à Bressuire.
La gare a été construite en 1870, sous concession de la compagnie des chemins de fer de Vendée. La ligne fut ouverte le lundi 27 mars 1871. Le 18 mai 1878, les chemins de fer de Vendée sont absorbés par les chemins de fer de l'État, puis par la SNCF en 1938 lors de la création de cette dernière compagnie. La gare a été agrandie peu avant 1950 pour voir apparaître le bureau du chef de gare.
Jusqu'en 1991, la gare était desservie par le train Corail des Sables-d'Olonne à Gare d'Austerlitz.

## Service des voyageurs

### Accueil
Gare SNCF, elle dispose d'un bâtiment voyageurs, avec guichet ouvert du lundi au vendredi. En 2015, la région des Pays de la Loire promet que l'abri de quai devrait être remplacé, avec l'aide du programme européen « Citizens rail » de développement des chemins de fer régionaux.

### Desserte
Chantonnay est desservie par des trains TER Pays de la Loire : trois allers-retours omnibus avec La Roche-sur-Yon en semaine de septembre à juin (1,5 le matin et 1,5 le soir) et un aller-retour le dimanche soir d'octobre à avril ; un aller-retour La Roche-sur-Yon - Tours via Saumur en semaine de septembre à juin et le train des plages circulant entre Les Sables-d'Olonne et Saumur (samedis, dimanches et fêtes en mai, juin et septembre, tous les jours en juillet et août).

### Intermodalité
Un parc pour les vélos est aménagé.

## Patrimoine ferroviaire
Côté quai, sur le fronton des portes on distingue encore sous la peinture les anciennes inscriptions "1ère Classe", "2nde Classe", "3eme Classe", "Messageries" et "Chef de gare". La gare conserve toujours sa balance de pesée des messageries, installée en 1954 dans la salle des pas perdus. Par ailleurs, il existe toujours une grue hydraulique (avec les marquages "ETAT, 1881") sur le quai, cette dernière servait à alimenter les locomotives à vapeur.